# FIFAe World Cup
De FIFAe World Cup (voorheen FIFA eWorld Cup en FIFA Interactive World Cup) is een jaarlijkse computerspelcompetitie georganiseerd door de FIFA en EA Sports. Het virtuele voetbalwereldkampioenschap laat miljoenen voetbalfans strijden om de eer de beste FIFA-speler genoemd te worden. De FeWC is volgens het Guinness Book of Records het grootste online gamingtoernooi ter wereld.

## Geschiedenis
De allereerste FIFA Interactive World Cup werd gehouden in Zürich, Zwitserland in 2004 en de jaren daarna groeide het toernooi aanzienlijk. In 2010 verscheen het voor het eerst in het Guinness Book of Records, maar in 2013 verbrak het haar eigen record met maar liefst 2,5 miljoen ingeschreven deelnemers. Mohammed Harkous uit Duitsland wist het WK in 2019 te winnen en is daarmee de regerend wereldkampioen.

## Resultaten
| Jaar | Data           | Gastheer       | Winnaar                   | Verliezend finalist    | Uitslag finale                 |
| ---- | -------------- | -------------- | ------------------------- | ---------------------- | ------------------------------ |
| 2004 | 19 december    | Zürich         | Thiago Carrico de Azevedo | Matija Biljesković     | 2–1                            |
| 2005 | 19 december    | Londen         | Chris Bullard             | Gabor Mokos            | 5–2                            |
| 2006 | 9 december     | Amsterdam      | Andries Smit              | Wolfgang Meier         | 6–4                            |
| 2008 | 24 mei         | Berlijn        | Alfonso Ramos             | Michael Ribeiro        | 3–1                            |
| 2009 | 2 mei          | Barcelona      | Bruce Grannec             | Ruben Morales Zerecero | 3–1                            |
| 2010 | 1 mei          | Barcelona      | Nenad Stojković           | Ayhan Altundag         | 2–1                            |
| 2011 | 7–9 juni       | Los Angeles    | Francisco Cruz            | Javier Munoz           | 4–1                            |
| 2012 | 21–23 mei      | Dubai          | Alfonso Ramos             | Bruce Grannec          | 1–0                            |
| 2013 | 6–8 mei        | Madrid         | Bruce Grannec             | Andrei Torres Vivero   | 1–0                            |
| 2014 | 2–3 juli       | Rio de Janeiro | August Rosenmeier         | David Bytheway         | 3–1                            |
| 2015 | 17–19 mei      | München        | Abdulaziz Alshehri        | Julien Dassonville     | 3–0                            |
| 2016 | 20–22 maart    | New York       | Mohamad Al-Bacha          | Sean Allen             | 5–5 (op uitdoelpunten beslist) |
| 2017 | 16–18 augustus | Londen         | Spencer Ealing            | Kai Wollin             | 7–3                            |
| 2018 | 2–3 augustus   | Londen         | Mossad Aldossary          | Stefano Pinna          | 4–0                            |
| 2019 | 2–4 augustus   | Londen         | Mohammed Harkous          | Mossad Aldossary       | 3–2                            |